# (7045) 1974 FJ
(7045) 1974 FJ là một tiểu hành tinh vành đai chính. Nó được phát hiện bởi Carlos Torres ở Đài thiên văn Cerro El Roble vận hành bởi Đại học Chile ngày 22 tháng 3 năm 1974.